# Meridià 143 a l'oest
El meridià 143 a l'oest de Greenwich és una línia de longitud que s'estén des del pol Nord travessant l'oceà Àrtic, Amèrica del Nord, l'oceà Pacífic, l'oceà Antàrtic, i l'Antàrtida fins al pol Sud.
El meridià 143 a l'oest forma un cercle màxim amb el meridià 37 a l'est. Com tots els altres meridians, la seva longitud correspon a una semicircumferència terrestre, uns 20.003,932 km. Al nivell de l'Equador, és a una distància del meridià de Greenwich de 15.919 km.

## De Pol a Pol
Començant en el pol Nord i dirigint-se cap al pol Sud, aquest meridià travessa:
| Coordenades                               | País, territori o mar | Notes |
| ----------------------------------------- | --------------------- | --- |
| 90° 0′ N, 143° 0′ O / 90.000°N,143.000°O  | Oceà Àrtic            | |
| 73° 22′ N, 143° 0′ O / 73.367°N,143.000°O | Mar de Beaufort       | |
| 70° 5′ N, 143° 0′ O / 70.083°N,143.000°O  | Estats Units          | Alaska |
| 60° 5′ N, 143° 0′ O / 60.083°N,143.000°O  | Oceà Pacífic          | Passa a l'est de l'atol Taenga, Polinèsia Francesa (a 16° 24′ S, 143° 1′ O / 16.400°S,143.017°O) · Passa a l'oest de l'atol Nihiru, Polinèsia Francesa (a 16° 43′ S, 142° 53′ O / 16.717°S,142.883°O) · Passa a l'est de l'atol Marutea Nord, Polinèsia Francesa (a 17° 0′ S, 143° 3′ O / 17.000°S,143.050°O) · Passa a l'est de l'atol Reitoru, Polinèsia Francesa (a 17° 51′ S, 143° 3′ O / 17.850°S,143.050°O) · Passa a l'est de l'atol Nukutepipi, Polinèsia Francesa (a 20° 42′ S, 143° 4′ O / 20.700°S,143.067°O) |
| 60° 0′ S, 143° 0′ O / 60.000°S,143.000°O  | Oceà Antàrtic         | |
| 75° 31′ S, 143° 0′ O / 75.517°S,143.000°O | Antàrtida             | Territori no reclamat |